# Сабурово (Гагарінський район)
Сабурово (рос. Сабурово) — присілок Гагарінського району Смоленської області Росії. Входить до складу Єльнинського сільського поселення.
Населення — 28 осіб (2007 рік). 